# Зальцбургские протестанты

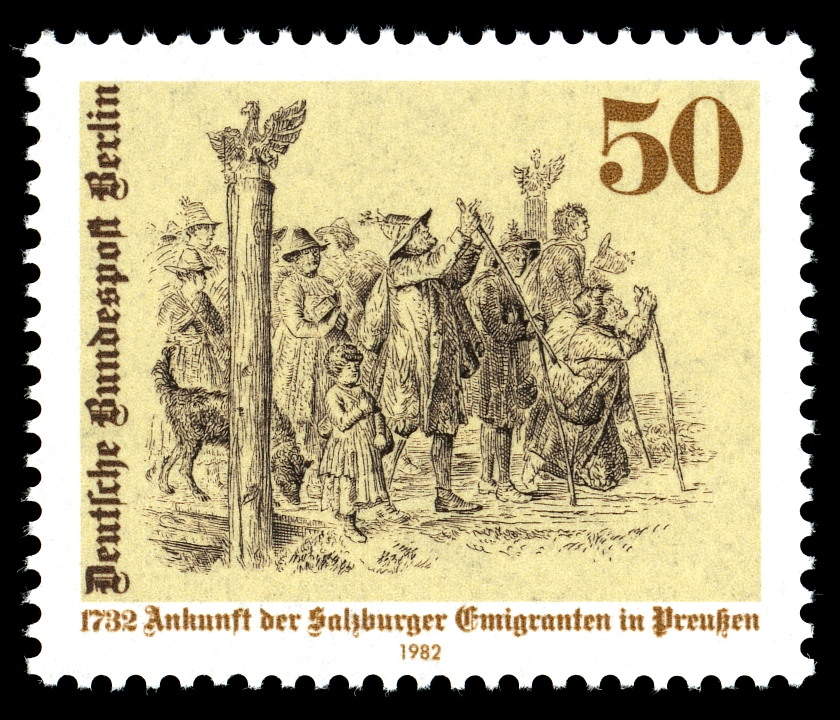
Почтовая марка Западного Берлина 1982 г. «Прибытие зальцбургских эмигрантов в Пруссию в 1732 г.»

Зальцбургские протестанты, Зальцбургские изгнанники (нем. Salzburger Exulanten) — протестанты, жившие в католическом княжестве-архиепископстве Зальцбург до XVIII века. В ходе серии закончившихся в 1731 году гонений более 20 тыс. человек были изгнаны, что вызвало протесты протестантских государств Священной Римской империи и критику со стороны остального протестантского мира. Король Пруссии Фридрих Вильгельм I предложил им переселиться на свою территорию, что большинство из зальцбургских протестантов приняло и проехало всю Германию, чтобы добраться до своих новых домов в прусской Литве. Остальные рассеялись по другим протестантским государствам Европы и британским колониям в Америке.

## Предыстория
Княжество-архиепископство Зальцбург было церковным государством в составе Священной Римской империи. Официальной религией был католицизм, а государством управлял князь-архиепископ. Однако лютеранство утвердилось в Зальцбурге, в основном в альпийских горах и долинах за пределами города, чьему распространению способствовали нанятые архиепископом Маттеусом Лангом фон Велленбургом саксонские шахтёры:20 Горные крестьяне также имели привычку искать сезонную работу в других местах Германии, где они соприкоснулись с идеями протестантской Реформации. Грамотность была широко распространена, и многие жители Зальцбурга владели протестантскими книгами, привезенными путешественниками.:14–18
Меры по контрреформации были предприняты Велленбургом, а также его преемниками, такими как Вольфом Дитрихом фон Райтенауу и Маркусом Ситтикусом фон Гогенэмсом. По условиям Аугсбургского мира 1555 года в империи применялся принцип Cuius regio, eius religio, по которому правители могли решать, какую религию можно публично исповедовать в их владениях. Приверженцы других конфессий могли исповедовать свою веру в частном порядке или переехать в другое государство, где та была официальной религией. Перед эмиграцией давался трёхлетний льготный период для продажи имущества и закрытия финансовых дел.:28

## Изгнание протестантов из Дефергтена
В 1684 году князь-архиепископ Макс Гандольф фон Кюнбург решил изгнать живущих в отдаленной долине Деферегген протестантов, после получения жалоб от Матрай-ин-Осттироль на жестокое обращение с продавцом католических медалей. Те были вынуждены уехать зимой без льготного периода, дети в возрасте до 15 лет были вынуждены оставаться в Зальцбурге, чтобы вырасти католиками, для оплаты образования часть имущества их родителей облагалась налогом. В ответ Евангелический блок в Рейхстаге заявил протест, посчитав случившееся нарушение Аугсбургского и Вестфальского мира. Однако князь настаивал на том, что изгнанные были не настоящими протестантами, а скорее еретиками, которые не имели права на предоставляемую защиту.
Документы того времени фиксируют изгнание 621 взрослого и 289 детей из долины Деферегген. После пяти лет споров вмешался император Леопольд I и поручил новому архиепископу Иоганну Эрнсту фон Туну дать детям возможность присоединиться к своим родителям в изгнании. Однако только четырнадцать из них приняли это предложение.:24–29

## Изгнание 1731 года
В 1731 году князь-архиепископ Леопольд Антон фон Фирмиан решил изгнать всех оставшихся протестантов, проживающих в его владениях. Указ об изгнании был издан 31 октября 1731 г., в 214-ю годовщину начала протестантской Реформации. Созданный по образцу Дефереггена, указ приказывал протестантам покинуть Зальцбург в течение восьми дней, оставив в архиепископстве всех детей в возрасте до 12 лет. В ноябре австрийские войска силой вывезли одиноких мужчин и женщин без земельных владений.:123
Указ Фирмиана явно нарушал условия Вестфальского мира. Поддавшись давлению со стороны протестантских сословий, архиепископ изменил приказ, разрешив семьям оставаться до 23 апреля 1732 г. и сохраняя свое имущество в течение трех лет.:61–64
До того, как был издан приказ об изгнании, зальцбургские протестанты отправили делегации в поисках помощи у протестантских князей империи. В августе 1731 г. делегация отправилась в Регенсбург, чтобы обратиться за помощью к Евангелическому блоку в имперском сейме. Другая делегация прибыла в Берлин в ноябре 1731 г., где прусские власти допросили их по вопросам религиозной доктрины. Впоследствии прусское правительство заявило, что зальцбуржцы были добросовестными лютеранами, имеющими право на защиту Аугсбургского мира.:67–72

### Эмиграция в Пруссию

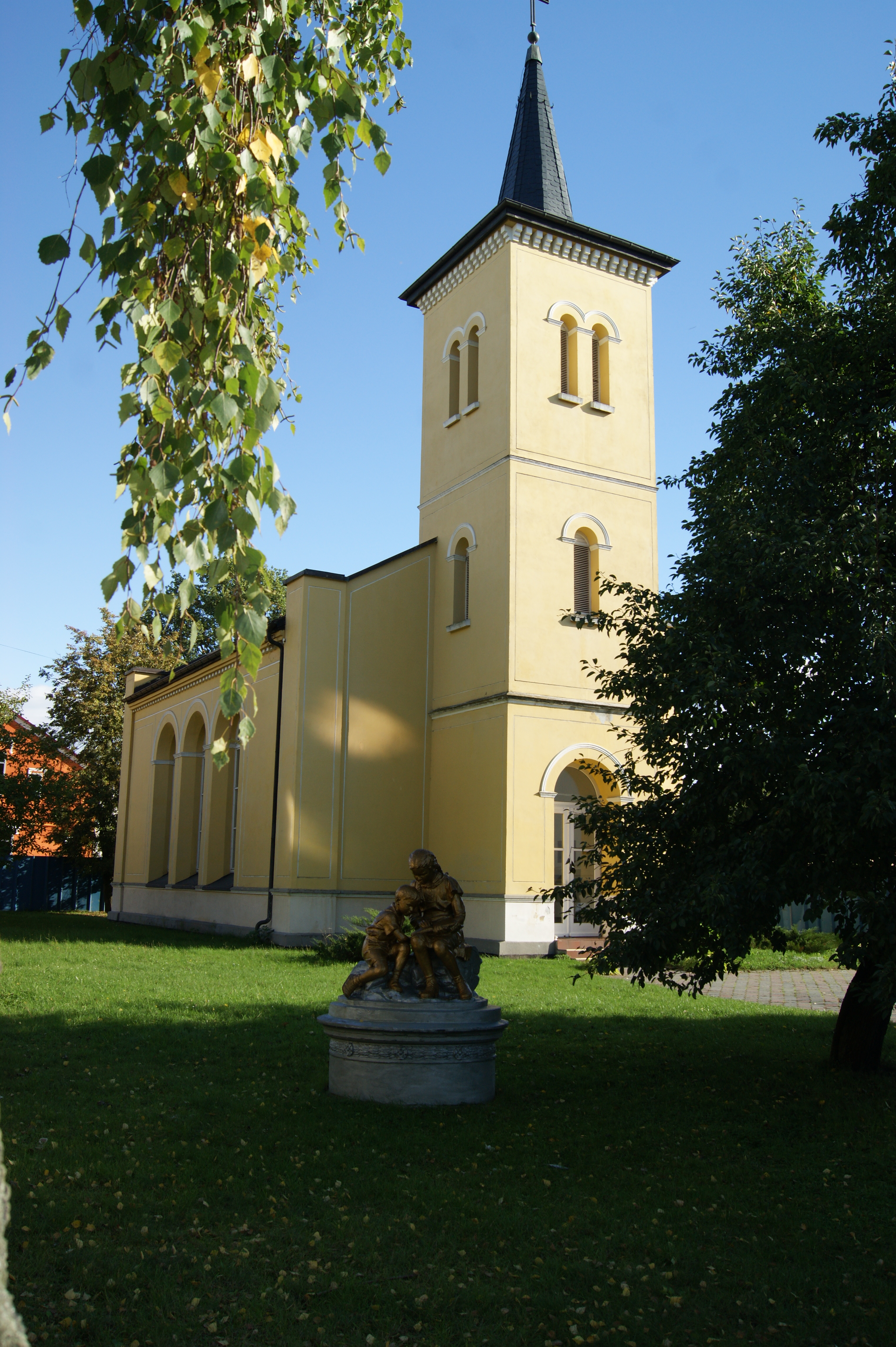
Протестантская кирха зальцбуржцев, Гумбиннен.

Король Пруссии Фридрих Вильгельм I увидел возможность переселить зальцбургских протестантов в Восточную Пруссию, которая несколько лет назад обезлюдела из-за вспышки чумы. 2 февраля 1732 года он издал Пригласительный патент, объявив зальцбургских протестантов прусскими подданными, путешествующими под его защитой. Прусские комиссары были отправлены в Зальцбург для организации переезда. По прибытии в Пруссию зальцбуржцам была обещана бесплатная земля, припасы и освобождение от налогов на определённое время, как указано в прокламации 1724 года о колонизации. Однако в Патенте не упоминался трехлетний льготный период, так как король хотел завершить перемещение населения как можно быстрее. Предвидя прибытие зальцбуржцев, Фридрих Вильгельм изгнал уже живших в этом районе меннонитов, отказавшихся от военной службы.:84–87 Король также пригрозил отомстить проживающим в Пруссии католикам, если с зальцбуржцами будут плохо обращаться.:167
Император Карл VI нуждался в поддержке протестантских государств для обеспечения престолонаследия, из-за чего написал личное письмо фон Фирмиану с просьбой соблюдать Аугсбургский мир и разрешить протестантам уйти на разумных условиях или остаться на три года, если они хотели бы.:128–129 Дипломатическое давление на императора также оказывалось протестантскими Голландией и Великобританией,:155 но британцы не хотели давить слишком сильно, чтобы австрийцы не ответили встречным требованием лучших условий для католиков в Ирландии.:167
С апреля по август 1732 г. более 20 тыс. протестантов уехали из Зальцбурга в Пруссию в составе двадцати шести колонн, примерно по 800 эмигрантов в каждой. С протестантов Зальцбурга был начислен эмиграционный налог в размере 10 % от их имущества, который они заплатили при отъезде, среди этих активов было около 800 тыс. прусских талеров наличными. Эмигрантов приняли прусские комиссары, которые снабдили их деньгами на дорогу. Миграция стала зрелищем в протестантских городах Германии, жители которых давали единоверцам еду и деньги.:142–143 В ходе похода погибло несколько сотен человек.
Первые зальцбургские протестанты достигли Кенигсберга 28 мая 1732 г. Около 16 — 17 тыс. человек прибыли в Восточную Пруссию, где поселились в районе Малой Литвы, в основном в районе Гумбиннена. Король Фридрих Вильгельм I лично приветствовал первую группу иммигрантов и спел с ними протестантские гимны.:87–88

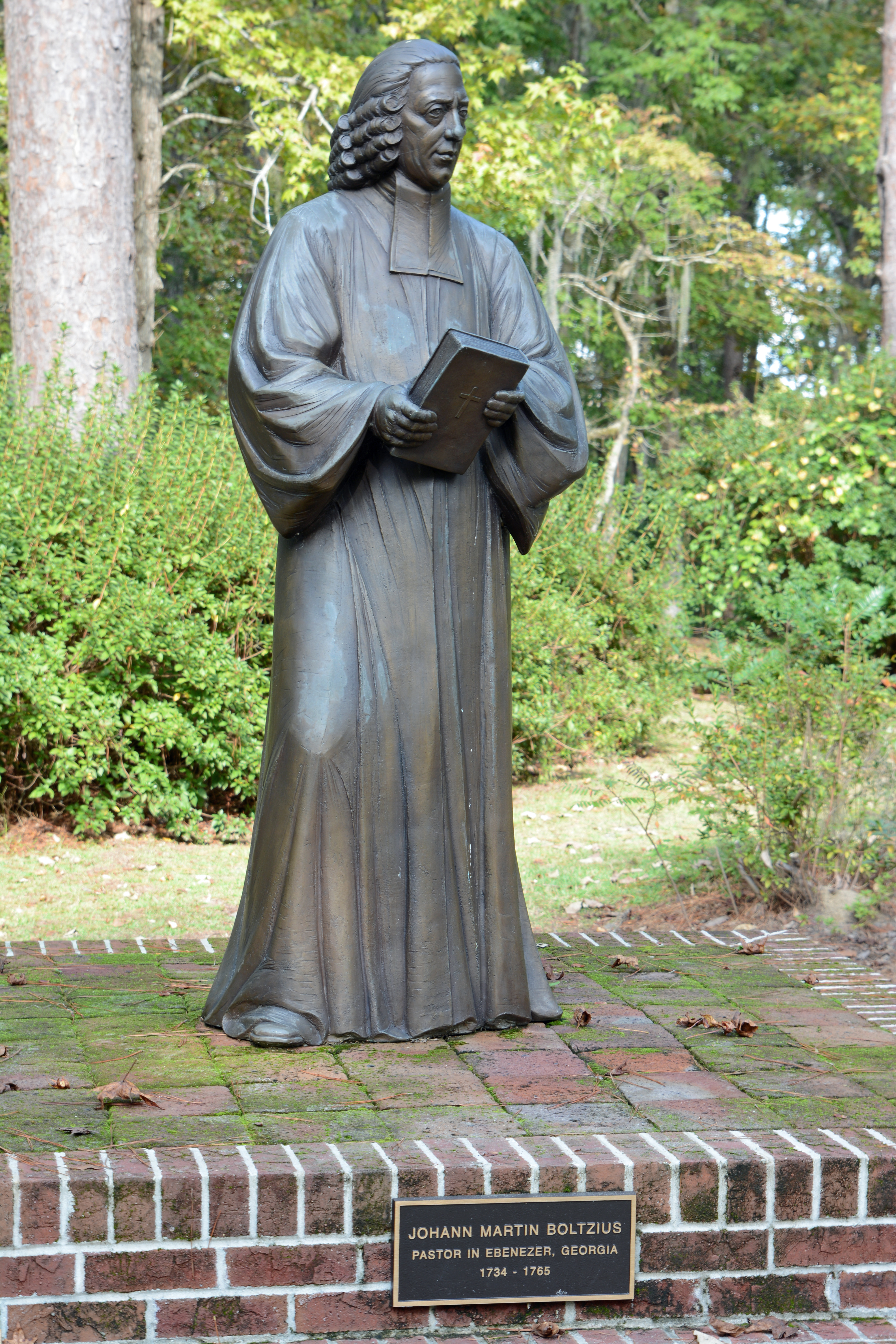
Статуя Иоганна Мартина Больциуса. (Эбенезер, Джорджия, США)

.

### Другие маршруты
Всего из княжества-архиепископства эмигрировало более 30 тыс. человек:
- большинство поселилось в Восточной Пруссии,
- несколько сотен — в принадлежавших Георгу II курфюршестве Ганновер и провинции Джорджия в Новом Свете.

В последнем месте по наущению аугсбургского проповедника Самуэля Урлспергера несколько зальцбургских эмигрантов во главе с Иоганном Мартином Больциусом основали город Эбенезер.:155–157
- около 800 протестантов, в основном из Дюррнберга, уехали в Голландию,[8] некоторые из них поселились вокруг Кадзанда.

## Последствия
Изгнание зальцбургских протестантов произвело фурор в протестантских государствах Европы. О переселении в 1732—1733 гг. было написано не менее 300 различных книг и брошюр, прославляющих веру и стойкость зальцбуржцев. В 1794 г. Иоганн Гёте написал поэму Герман и Доротея, проводившей аналогии той эпохи с великой французской революции.
Пруссия отправила барона Эриха Кристофа фон Плото в Зальцбург, чтобы продать оставленные протестантами земли на сумму около 2,5 млн. прусских талеров. Он смог продать недвижимость по сильно заниженным ценам, было получено 1/4 — 1/2 вышеуказанной суммы. Лишь небольшая часть была уплачена наличными, архиепископству был уплачен 10 % эмиграционный налог. Всего на территории Зальцбурга было изъято около 300 тыс. талеров.:98–99
Следуя примеру Зальцбурга, император Карл VI с 1734 года решил изгнать протестантов из Зальцкаммергута. Не желая терять подданных, он расселил около 4 тыс. беженцев на землях Габсбургов в Трансильвании и Венгрии.:141 Эдикт о веротерпимости 1781 года Иосифа II положил конец Меры контрреформации. Тем не менее ещё в 1837 году зальцбургский архиепископ Фридрих фон Шварценберг призвал императора Австрии Фердинанда I изгнать несколько сотен протестантов из тирольского Циллерталя.
В 1966 году архиепископ Зальцбурга Андреас Рорахер выразил сожаление по поводу изгнания.